# Похороны Сталина
Похороны Председателя Совета Министров СССР и Секретаря ЦК КПСС Иосифа Виссарионовича Сталина, скончавшегося 5 марта 1953 года, состоялись через четыре дня, 9 марта, на Красной площади Москвы. В ходе похорон образовалась давка, в ходе которой, по разным оценкам, погибло не менее ста человек.

## Прощание
Для прощания тело И. В. Сталина было выставлено 6 марта в Колонном зале Дома Союзов. В 16 часов пришли первые потоки людей, желавших проститься со Сталиным.
Сталин лежал в гробу, на высоком постаменте, в обрамлении красных знамён, роз и зелёных ветвей. На нём был надет его любимый повседневный мундир серовато-зелёного цвета с отложным воротником, на который были пришиты шинельные генеральские петлицы. От прижизненной формы он отличался только нашитыми погонами Генералиссимуса и золотыми пуговицами. Помимо орденских планок, на кителе были прикреплены медали «Золотая Звезда» и «Серп и Молот» (хотя при жизни Сталин носил только последнюю).
Хрустальные люстры с электрическими свечами были затянуты чёрным крепом. На белых мраморных колоннах закреплены шестнадцать алых бархатных полотнищ, окаймлённых чёрным шёлком, с гербами союзных республик. Над изголовьем Сталина было склонено гигантское знамя Союза ССР. Перед гробом, на атласе, лежали Маршальская Звезда, ордена и медали Сталина. Звучали траурные мелодии Чайковского, Бетховена, Моцарта.
Перед гробом беспрерывно проходили жители Москвы и других городов, представители различных предприятий, учреждений, Вооружённых Сил. Возле гроба И. В. Сталина в почётном карауле находились руководители КПСС и правительства: Г. М. Маленков, Л. П. Берия, В. М. Молотов, К. Е. Ворошилов, Н. С. Хрущёв, Н. А. Булганин, Л. М. Каганович, А. И. Микоян.
На улицах Москвы были включены прожекторы, установленные на грузовых машинах, они освещали площади и улицы, по которым двигались к Дому союзов многотысячные колонны людей.
Ночью улицы Москвы были полны теми, кто дожидался своей очереди прощания. Двери Дома союзов открывали рано утром, ещё затемно, и прощание в Колонном зале возобновлялось. Помимо советских граждан, в церемонии приняли участие представители многих других государств и стран.
Делегация КНР внесла венки от Центрального комитета Коммунистической партии Китая и лично Мао Цзэдуна. В почётном карауле находились Чжоу Энь-лай, Клемент Готвальд, Болеслав Берут, Матьяш Ракоши, Вылко Червенков, Георге Георгиу-Деж, Пальмиро Тольятти, Вальтер Ульбрихт, Отто Гротеволь, Долорес Ибаррури, Гарри Поллит, Иоганн Коплениг, Вилле Песси, Пьетро Ненни, Юмжагийн Цэдэнбал. У гроба стояли также премьер-министр Финляндии Урхо К. Кекконен, председатель Всеиндийского совета мира Сайфуддин Китчлу.
Прощание продолжалось в течение трёх дней и трёх ночей. Около полуночи 8 марта прощание прекратилось, и началась подготовка к похоронам. В 2 часа ночи начали выносить многочисленные венки. Так как за гробом было решено нести только 100 венков от руководства государства, крупнейших партийных организаций, иностранных компартий и родственников, остальные венки, количество которых исчислялось тысячами, были установлены к утру по обе стороны Мавзолея.

## 9 марта, день похорон
9 марта 1953 года на Красной площади в Москве состоялись похороны И. В. Сталина.
К 7:00 была выстроена охранная цепочка по маршруту движения похоронной процессии и по секторам Красной площади. В 8:00 завершилось построение войск на Красной площади общим количеством 4400 человек, оркестра по маршруту и почётного эскорта у Дома Союзов. К 9:00 закончилось построение трудящихся на Красной площади общим количеством 12 000 человек. Над входом в Мавзолей выложены из камня фамилии Ленин и Сталин. От Колонного зала, вдоль здания Совета Министров, Исторического музея и Кремлёвской стены, — множество венков из живых цветов. Все они в траурных лентах, на которых написано: «Дорогому, любимому Иосифу Виссарионовичу Сталину».
По радио шла прямая трансляция с похорон. В эфире звучал голос Юрия Левитана: «Говорит Москва. Колонный зал Дома союзов…».
В 10 часов началось построение траурной процессии возле Дома Союзов. В 10:15 Г. М. Маленков, Л. П. Берия, В. М. Молотов, К. Е. Ворошилов, Н. С. Хрущёв, Н. А. Булганин, Л. М. Каганович, А. И. Микоян подняли на руки гроб с телом Сталина и медленно направились к выходу (саркофаг им помогали нести присутствовавшие рядом офицеры управления охраны). В 10:23 гроб был установлен на орудийный лафет, декорированный кумачом в обрамлении траурных лент, и началось движение процессии от Дома Союзов по Охотному ряду к Мавзолею. Всё это сопровождала мелодия Траурного марша Ф. Шопена из сонаты № 2 си-бемоль минор.
Маршалы и генералы несли на атласных подушках награды Сталина: Маршальскую Звезду (маршал С. М. Будённый), два ордена «Победа» (маршалы В. Д. Соколовский и Л. А. Говоров), три ордена Ленина (маршалы И. С. Конев, С. К. Тимошенко, Р. Я. Малиновский), три ордена Красного Знамени (маршалы К. А. Мерецков, С. И. Богданов и генерал-полковник Кузнецов), орден Суворова I степени (генерал армии Захаров). Медали несли вице-адмирал В. А. Фокин, маршал К. А. Вершинин, генерал армии И. Х. Баграмян, генерал-полковники М. И. Неделин и К. С. Москаленко.
За гробом шли члены Президиума ЦК КПСС, члены и кандидаты в члены ЦК КПСС, министры Правительства СССР, члены ПВС СССР, депутаты Верховного Совета СССР и Верховного совета РСФСР, родные и близкие покойного, главы делегаций компартий стран народной демократии, почётный воинский эскорт.
В 10:45 гроб был снят с лафета и установлен на красный постамент перед Мавзолеем. Началась подготовка к митингу (подъём участников на трибуну Мавзолея). На площади собрались трудящиеся Москвы, делегации союзных и автономных республик, краёв и областей, присутствовали также представители Китая, стран народной демократии, делегации и представители других государств.
Председатель Комиссии по организации похорон Сталина Хрущёв, открывший митинг, предоставил слово Председателю Совета Министров СССР и Секретарю ЦК КПСС Маленкову. Следующую речь произнёс Первый заместитель Председателя Совета Министров СССР Берия. Затем выступил с речью Первый заместитель Председателя Совета Министров СССР Молотов.
В 11:54 Хрущёв объявил траурный митинг закрытым. С трибуны Мавзолея сошли Георге Георгиу-Деж, Болеслав Берут, Пах Дем Ли, Вальтер Ульбрихт, Долорес Ибаррури, Отто Гротеволь, Вылко Червенков, Матьяш Ракоши, Пьетро Ненни, Пальмиро Тольятти, Жак Дюкло, Клемент Готвальд, Булганин, Молотов, Ворошилов, Маленков, Хрущёв, Берия, Сабуров, Чжоу Эньлай, Первухин, Каганович, Шверник и Микоян.
Маленков, Берия, Молотов, Ворошилов, Хрущёв, Булганин, Каганович и Микоян встали у гроба, подняли его и медленно внесли в Мавзолей.
В 12:00 над Кремлём был произведён артиллерийский салют. За звуками траурного марша последовали гудки московских промышленных предприятий, и во всей стране начались пять минут молчания. Траурный марш сменился торжественным Гимном Советского Союза. Над Кремлём подняли спущенный после смерти Сталина Государственный флаг Советского Союза. В 12:10 перед Мавзолеем прошли войска, в небе строем пролетели самолёты.
Речи, произнесённые на митинге, были опубликованы и позже вошли в кинофильм «Великое прощание». Забальзамированное тело Сталина было помещено на всеобщее обозрение в Мавзолей Ленина, который в 1953—1961 годах именовался «Мавзолей В. И. Ленина и И. В. Сталина». Особое постановление СМ СССР и ЦК КПСС от 6 марта предусматривало сооружение Пантеона, куда планировалось перенести тела Ленина и Сталина, а также погребения у Кремлёвской стены, однако эти проекты очень скоро были фактически свёрнуты.

### Давка во время похорон
Во время похорон возникла давка в районе Трубной площади. Официальные данные о количестве жертв отсутствуют или засекречены. Иван Серов, руководивший оперативным штабом по поддержанию порядка в Москве, пишет о ста погибших и двухстах пострадавших. Кроме того, по всей Москве за следующую ночь подобрали 127 трупов.
Лилианна Лунгина так описывает день похорон Сталина:

Толпа начиналась уже у самых наших ворот. Но пока ещё не очень густая, и через неё можно было как-то пробраться. Мы дошли до Самотёки. А у Самотёки дорога идёт вниз, это как бы котлован такой. Холодно было. И над Самотёкой стояло какое-то облако. Дождь не дождь, что-то такое странное. Сима спросил: «Что это такое? Что это висит над Самотёкой?» А какой-то дядька рядом стоит и говорит: «А вы не понимаете? Это они так трутся друг об друга, это они потеют, это испарение». И действительно, присмотревшись, мы увидели, что людское месиво в ложбине Самотёчной делает шаг вперёд — шаг назад, как в мистическом ритме какого-то танца. Они топчутся на месте, тесно прижавшись друг к другу. И поднимается от них марево в небо. И тут Сима сказал: «Э, нет, туда мы не пойдём, это без нас». И мы с большим трудом как-то выбрались и через два-три часа добрались до дома. Итоги все знают: 400 с лишним человек было растоптано в этот день.
— Дорман О. Подстрочник
Драматург и писатель Эдвард Радзинский, который был одним из свидетелей случившейся давки, назвал её «кровавым прощанием Сталина с народом». По его воспоминаниям, в какой-то момент «вдруг всё сдвинулось, и люди попадали», а самого будущего драматурга «понесло по людям», и он еле выбрался из толпы, упав на мостовую. Радзинский отделался лишь тем, что пола его пальто была оборвана. По мнению драматурга, число жертв давки могло исчисляться несколькими тысячами. Свидетелем давки также стал и сын вождя Василий Сталин, который даже поругался по этому поводу с Хрущёвым.

## Перезахоронение тела Сталина в 1961 году
30 октября 1961 года XXII съезд КПСС постановил, что «серьёзные нарушения Сталиным ленинских заветов, злоупотребления властью, массовые репрессии против честных советских людей и другие действия в период культа личности делают невозможным оставление гроба с его телом в Мавзолее В. И. Ленина». В последний день работы съезда (31 октября) на трибуну поднялся первый секретарь Ленинградского обкома партии И. В. Спиридонов, который после краткого выступления сделал предложение о выносе тела Сталина из Мавзолея. Предложение было принято единогласно. В 1961 году генерал Николай Захаров возглавлял 9-е управление КГБ (правительственная охрана), которому поручили провести операцию по выносу тела Сталина из Мавзолея. В ночь с 31 октября на 1 ноября 1961 года тело Сталина было вынесено из Мавзолея и погребено в могиле у Кремлёвской стены.
Фёдор Конев, бывший командир Кремлёвского полка, вспоминал про тот день: «Чтобы выяснить настроение людей, я переоделся в гражданскую одежду и вышел на Красную площадь. Люди в группах вели возбуждённые разговоры. Содержание их можно свести к следующему: „Почему этот вопрос решили, не посоветовавшись с народом?“».
Н. С. Захаров с комендантом Кремля генерал-лейтенантом А. Я. Ведениным о готовящемся решении узнали заранее. Их вызвал Н. С. Хрущёв и сказал:

— Прошу иметь в виду, что сегодня, вероятно, состоится решение о перезахоронении Сталина. Место обозначено. Комендант Мавзолея знает, где рыть могилу, — добавил Никита Сергеевич. — Решением Президиума ЦК КПСС создана комиссия из пяти человек во главе со Шверником: Мжаванадзе — первый секретарь ЦК Компартии Грузии, Джавахишвили — председатель Совета министров Грузии, Шелепин — председатель КГБ, Демичев — первый секретарь Московского горкома партии и Дыгай — председатель исполкома Моссовета.

Н. М. Шверник сообщил исполнителям, как тайно организовать перезахоронение: поскольку 7 ноября предстоял парад на Красной площади, то под предлогом репетиции парада её следовало оцепить. Общий контроль за ходом работ был поручен заместителю Захарова генералу В. Я. Чекалову. Командиру Отдельного полка специального назначения комендатуры Московского Кремля Коневу было приказано в столярной мастерской сделать из сухой древесины гроб, который был сделан в тот же день. Древесина была обтянута чёрным и красным крепом. От комендатуры Кремля было выделено шесть солдат для рытья могилы и восемь офицеров для того, чтобы сперва вынести саркофаг из Мавзолея в лабораторию, а потом опустить гроб с телом в могилу. Генералу А. Я. Веденину было поручено Захаровым подобрать людей надёжных, проверенных и ранее хорошо себя зарекомендовавших.
Маскировку обеспечивал начальник хозяйственного отдела комендатуры Кремля полковник Тарасов. Ему предстояло закрыть фанерой правую и левую стороны за Мавзолеем, чтобы место работы ниоткуда не просматривалось. В это же время в мастерской арсенала художник Савинов изготовил широкую белую ленту с буквами «ЛЕНИН». Ею надо было закрыть на Мавзолее надпись «ЛЕНИН СТАЛИН», пока не будут выложены буквы из мрамора. В 18:00 проходы на Красную площадь были перекрыты, после чего военнослужащие принялись копать яму под захоронение.
Все члены комиссии, кроме Мжаванадзе, в 21 час прибыли в Мавзолей. Восемь офицеров взяли саркофаг и понесли его вниз, в подвал, где размещается лаборатория. Кроме членов комиссии здесь же находились научные сотрудники, которые до этого наблюдали за состоянием забальзамированного тела Сталина. С саркофага сняли стекло, и офицеры переложили тело Сталина в гроб.
Н. М. Шверник приказал снять с мундира Золотую Звезду Героя Социалистического Труда (другой награды, Звезды Героя Советского Союза, в саркофаге не было). Председатель комиссии распорядился заменить золотые пуговицы мундира на латунные. Все это выполнял комендант Мавзолея полковник К. А. Мошков. Снятую награду и пуговицы он передал в специальную Охранную комнату, где находились награды всех погребённых у Кремлёвской стены.
Когда гроб с телом Сталина накрывали крышкой, Шверник и Джавахишвили зарыдали. В обитую фанерой могилу офицеры опустили гроб. Кто-то бросил горсть земли, как полагается по христианскому обычаю. Могилу зарыли. Сверху положили плиту из белого мрамора с надписью: «Сталин Иосиф Виссарионович 1879—1953». Потом она ещё долго служила надгробием, пока в 1970 году на могиле не был открыт памятник (бюст работы Н. В. Томского).
По воспоминаниям всё того же Конева, когда тело Сталина перекладывали из саркофага в гроб, обитый красной материей, многие сотрудники плакали, отключая приборы. Он же утверждал, что было распоряжение прикрыть гроб «двумя железнобетонными плитами», однако сотрудники ограничились тем, что просто засыпали его землёй.
Саркофаг Ленина был установлен на центральное место — туда, где он стоял до похорон Сталина в 1953 году.
21 октября 1962 года через год после перезахоронения Сталина газета «Правда» опубликовала стихотворение Евгения Евтушенко «Наследники Сталина».

## В литературе
Похороны Сталина стали предметом многочисленных траурных откликов Александра Твардовского, Константина Симонова, Льва Ошанина, пережившей арест Ольги Берггольц и других советских поэтов, опубликованных в центральной прессе. В частности, первым стихотворением Владимира Высоцкого стало стихотворение «Моя клятва», которое он, восьмиклассник, написал на смерть Сталина 8 марта 1953 года.
Появились также и критические описания похорон Сталина. Например, Герман Плисецкий в поэме «Труба» (по названию Трубной площади), описывая эти события (он был непосредственным участником), проводит прямые параллели с давкой на Ходынском поле в 1896 году и резко критически характеризует всю траурную атмосферу.
Людмила Улицкая также описала атмосферу похорон Сталина и давку на Трубной площади в романах «Казус Кукоцкого» (2001) и «Зелёный шатёр» (2011).
Современный поэт Павел Великжанин посвятил этому событию и последующим переменам в жизни общества стихотворение «Хоронили эпоху по имени „Сталин“».
Поэт первой волны русской эмиграции Георгий Иванов откликнулся такими строками стихотворения «Стансы»:

… И вот лежит на пышном пьедестале

Меж красных звезд, в сияющем гробу,

«Великий из великих» — Оська Сталин,

Всех цезарей превозойдя судьбу.

И перед ним в почетном карауле

Стоят народа меньшие «отцы» —

Те, что страну в бараний рог согнули, —

Ещё вожди, но тоже мертвецы.

Какие отвратительные рожи,

Кривые рты, нескладные тела:

Вот Молотов. Вот Берия, похожий

На вурдалака, ждущего кола…

В безмолвии у сталинского праха

Они дрожат. Они дрожат от страха,

Угрюмо морщат некрещеный лоб, —

И перед ними высится, как плаха,

Проклятого «вождя» — проклятый гроб.

Поэт Александр Шаганов упоминал событие в тексте песни «Станция Таганская», написанной для альбома 1989 года «Атас» группы «Любэ»: «Первая проталина,// Похороны Сталина. // Гипсовую статую сняли втихаря».

## Фильмы
- Великое прощание (1953)
- В 1990 году в СССР по сценарию Евгения Евтушенко (он же являлся режиссёром и актёром) снят художественный фильм «Похороны Сталина».
- Смерть Сталина (2017). В фильме давка на похоронах показана следствием интриг между Берией и Хрущевым. Первый закрыл Москву силами подчиненному ему МГБ, а Хрущев приказал пустить поезда с желающими проститься со Сталиным из других городов. Образовавшаяся многотысячная процессия двинулась на пост солдат, которые, не понимая происходящего и не имея инструкций на такой случай, вначале начали стрелять поверх голов, вызвав панику, а затем расстреливать тех, кто прорвал оцепление. По фильму, количество погибших составило полторы тысячи человек.
- Эпизод с перезахоронением тела Сталина отражён в сериале «Светлана» (2018)
- Государственные похороны (2019)[13]

### Заметки
- Богомолов А. Спецоперация «Похороны Сталина» // Комсомольская правда. № 10-т (26043-т). 07.03.2013.
- Михаил Бирин. Как и почему умер Иосиф Сталин: по слухам и достоверно. Бизнес Online (9 марта 2020). Дата обращения: 7 ноября 2023.
- Ольга Бугрова. Хотел проститься с покойным, но умер сам: как хоронили Иосифа Сталина. Радио Sputnik (9 марта 2021). Дата обращения: 20 декабря 2022.

### Аудиозаписи
- Объявление по радио о смерти Сталина
- Речь Л. П. Берии на похоронах Сталина
- Речь Г. М. Маленкова на похоронах Сталина
- Речь В. М. Молотова на похоронах Сталина

### Кинохроника
- Похороны И. В. Сталина 9 марта 1953 года. Москва.
- Документальный фильм «Великое прощание»
- Joseph Stalin's funeral
- Фото- и киносъёмка, сделанная во время похорон с балкона американского посольства помощником военного атташе Мартином Манхофом